# 杨荫庆
杨荫庆（1888年—？）字子餘，河北武清县（今屬天津市）人，中华民国教育学家。

## 生平
早年留學美國康乃爾大學，畢業後入該校研究科学习。後赴英國倫敦大學教育研究科修業，獲教育碩士學位。回到中國後，历任北京大學講師，京師大學文科英文系及教育系主任、師範科教授，京師公立第一中學校長，京師教育會副會長，東北大學教授，北平大学女子文理学院教授。1917年任北京師範大學教育系教授。1933年兼任中國學院英文系講師，後任北京市立第一中學校長，中華教育總委員會委員，北京首都教育分會常務委員兼教化组组長。

## 著作
- 《克伯屈學說之介紹》[1]
- 《巴格萊教育學》[1]